# Наследство (фильм, 2001)
«Наследство» (порт. A Partilha) — кинокомедия 2001 года режиссёра Даниэля Филью, снятая на основе одноимённой пьесы Мигеля Фалабелло.

## Сюжет
Четыре сестры собираются вместе после смерти матери. Им предстоит поделить оставшееся имущество — квартиру и множество вещей. Они не виделись долгое время. Сельма, самая консервативная из сестёр, замужем за военным, живёт в Тужуке, пригороде Рио-де-Жанейро. Режина развелась с мужем и теперь ведёт свободную жизнь, наполненную эзотерикой, сексом и развлечениями. Лусия много лет назад оставила мужа и сына и уехала во Францию, влюбившись в парижанина. Лаура, младшая из сестёр, собирается на учёбу в Германию и ей очень нужна своя часть денег от продаваемого наследства.
Встретившись и занявшись наследством, сёстры получают возможность обсудить свои дела. Оказывается, у всех у них много проблем. Дочь Сельмы увлеклась мистическим культом и, вдобавок, забеременела от духовного главы этой секты. К тому же Сельма узнаёт, что у Режины был роман с её мужем. Общаясь с симпатичным агентом по недвижимости, Сельма неожиданно для себя начинает флиртовать. Лусия встречается с сыном, но тот обижен на мать за то, что она бросила его в детстве. Лаура вынуждена расстаться с возлюбленной, потому что та не может поехать вместе с ней в Германию на учёбу.
Во всех проблемах сёстры винят друг друга. Претензии то и дело перерастают в крики и драки. Но получив возможность наконец высказаться, они понимают, что на самом деле очень дороги друг другу.

## В ролях
| В ролях        |  | Персонаж                            |
| -------------- |  | ----------------------------------- |
| Глория Пирес   |  | Сельма                              |
| Андреа Белтран |  | Режина                              |
| Лилия Кабрал   |  | Лусия                               |
| Палома Дуарте  |  | Лаура                               |
| Эрсон Капри    |  | Луис Фернанду, муж Сельмы           |
| Марсело Антони |  | Бруно Диегес, агент по недвижимости |
| Шика Шавьер    |  | Ба Тоинья, служанка                 |
| Гута Стрессер  |  | Селия, подруга Лауры                |

## Награды
Фильм получил следующие награды:
| Награды                       | Награды | Награды                                | Награды         | Награды                  |
| ----------------------------- | ------- | -------------------------------------- | --------------- | ------------------------ |
| Фестиваль / Премия            | Год     | Награда                                | Категория       | Победитель               |
| Miami Brazilian Film Festival | 2002    | Приз зрительских симпатий Crystal Lens | Лучший сценарий | Даниэль Филью Наследство |
| Prêmio Qualidade              | 2002    | Prêmio Qualidade                       | Лучшая актриса  | Андреа Белтран           |